# Chancel Massa
Chancel Massa là một cầu thủ bóng đá người Congo, thi đấu ở vị trí thủ môn cho AC Léopards.

## Sự nghiệp quốc tế
Vào tháng 1 năm 2014, huấn luyện viên Claude Leroy triệu tập anh vào đội hình Congo tham dự Giải vô địch bóng đá châu Phi 2014. Đội tuyển bị loại ở vòng bảng sau thất bại trước Ghana, hòa với Libya và đánh bại Ethiopia.